# Pettersson
Pettersson ist ein schwedischer Familienname.

## Herkunft und Bedeutung
Der Name ist ein patronymisch gebildeter Familienname mit der Bedeutung „Sohn des Peter“.

## Namensträger
- Albert Pettersson (1886–1960), schwedischer Gewichtheber
- Allan Pettersson (1911–1980), schwedischer Komponist und Bratschist
- Allan Rune Pettersson (1936–2018), schwedischer Schriftsteller
- Amy Pettersson (* um 1920), schwedische Badmintonspielerin
- Ann-Sofi Pettersson-Colling (* 1932), schwedische Turnerin
- Betty Pettersson (1838–1885), schwedische Lehrerin
- Bror Pettersson (1924–1978), schwedischer Eishockeyspieler
- Carl Pettersson (Seefahrer) (1875–1937), schwedischer Seefahrer und Auswanderer
- Carl Pettersson (Golfspieler) (* 1977), schwedischer Golfspieler
- Carl Axel Pettersson (1874–1962), schwedischer Curler
- Christer Pettersson (1947–2004), schwedischer Mordverdächtiger
- Dan Pettersson (* 1963), schwedischer Schauspieler
- Daniel Pettersson (Politiker) (1720–1802), schwedischer Dichter und Politiker, Bürgermeister von Göteborg
- Daniel Pettersson (Eishockeyspieler) (* 1969), schwedischer Eishockeyspieler
- Daniel Pettersson (Fußballspieler) (* 1976), schwedischer Fußballspieler
- Daniel Pettersson (Handballspieler) (* 1992), schwedischer Handballspieler
- David Pettersson (* 1994), schwedischer Volleyballspieler
- Elias Pettersson (* 1998), schwedischer Eishockeyspieler
- Erik Pettersson (Gewichtheber) (1890–1975), schwedischer Gewichtheber
- Erik Pettersson (Leichtathlet) (1906–1974), schwedischer Leichtathlet
- Erik Pettersson (Radsportler) (* 1944), schwedischer Radrennfahrer
- Fredric Pettersson (* 1989), schwedischer Handballspieler
- Fredrik Pettersson (* 1987), schwedischer Eishockeyspieler
- Göran Pettersson (* 1961), schwedischer Gewichtheber
- Gösta Pettersson (* 1940), schwedischer Radrennfahrer
- Göta Pettersson (1926–1993), schwedische Turnerin
- Håkan Pettersson (Orientierungsläufer), schwedischer Orientierungsläufer
- Hans Pettersson (Ozeanograf) (1888–1966), schwedischer Physiker und Ozeanograf
- Hans Pettersson (Politiker) (* 1922), schwedischer Politiker, MdR
- Hjalmar Pettersson (1906–2003), schwedischer Radrennfahrer
- Ingvar Pettersson (1926–1996), schwedischer Leichtathlet
- Johan Pettersson (1884–1952), finnischer Leichtathlet
- Jörgen Pettersson (Eishockeyspieler) (* 1956), schwedischer Eishockeyspieler
- Jörgen Pettersson (Fußballspieler) (* 1975), schwedischer Fußballspieler
- Josefin Pettersson (* 1984), schwedische Eishockeyspielerin, siehe Josefin Shakya
- Kjell Pettersson (* 1947), schwedischer Fußballtrainer
- Lars Pettersson (1925–1971), schwedischer Eishockeyspieler
- Lars-Gunnar Pettersson (* 1960), schwedischer Eishockeyspieler
- Lennart Pettersson (* 1951), schwedischer General und Pentathlet
- Linnea Pettersson (* 1995), schwedische Handballspielerin, siehe Linnea Wester
- Marcus Pettersson (* 1996), schwedischer Eishockeyspieler
- Mia Kåberg-Pettersson (* 1958), schwedische Fußballspielerin
- Michael Pettersson (* 1976), schwedischer Handballspieler
- Molly Pettersson Hammar (* 1995), schwedische Sängerin
- Oscar Pettersson (Schauspieler), schwedischer Schauspieler
- Oscar Pettersson (Eishockeyspieler, 1993) (* 1993), schwedischer Eishockeyspieler
- Oscar Pettersson (Eishockeyspieler, 1999) (* 1999), schwedischer Eishockeyspieler
- Oscar Pettersson (Fußballspieler) (* 2000), schwedischer Fußballspieler
- Oskar Pettersson (* 2004), schwedischer Eishockeyspieler
- Otto Pettersson (1848–1941), schwedischer Hydrograf und Chemiker
- Rolf Pettersson (Eishockeyspieler) (1926–2010), schwedischer Eishockeyspieler
- Rolf Pettersson (Orientierungsläufer), schwedischer Orientierungsläufer
- Ronald Pettersson (1935–2010), schwedischer Eishockeyspieler
- Ronney Pettersson (1940–2022), schwedischer Fußballtorhüter
- S. J. Pettersson, schwedisch-amerikanischer Komponist und Musikpädagoge
- Simon Pettersson (* 1994), schwedischer Leichtathlet
- Sofia Pettersson (* 1970), schwedische Jazzmusikerin
- Stefan Pettersson (Fußballspieler) (* 1963), schwedischer Fußballspieler
- Stefan Pettersson (Eishockeyspieler) (* 1977), schwedischer Eishockeyspieler
- Sten Pettersson (1902–1984), schwedischer Leichtathlet
- Stig Pettersson  (* 1935), schwedischer Leichtathlet
- Sture Pettersson (1942–1983), schwedischer Radrennfahrer
- Sven Pettersson (Fotograf) (1887–1956), schwedischer Fotograf
- Sven Pettersson (Skispringer) (1927–2017), schwedischer Skispringer
- Sven Pettersson (Ballsportler) (1933–2008), schwedischer Hand- und Fußballspieler
- Thage Pettersson (1922–2009), schwedischer Kugelstoßer
- Timmy Pettersson (* 1977), schwedischer Eishockeyspieler
- Tom Pettersson (Mediziner) (* 1951), finnisch-schwedischer Mediziner
- Tom Pettersson (* 1990), schwedischer Fußballspieler
- Tomas Pettersson (* 1947), schwedischer Radrennfahrer
- Ture Håkan Pettersson (1949–2008), schwedischer Eishockeyspieler
- Wivan Pettersson (1904–1976), schwedische Schwimmerin